# Magyarbrettye
Magyarbrettye (románul Bretea Streiului, németül Ungarisch-Brettendorf) település Romániában, Hunyad megyében.

## Fekvése
A Sztrigy folyó partján, Dévától 33 km-re délre, Hátszegtől 11 km-re északra, Pusztakalántól 10 km-re délre, Oláhbrettyével szemben fekvő település.

## Története
1289-ben említik először Berechte néven. A Magyar- előtag először 1506-ban tűnik fel, Oláhbrettye létrejöttét követően.
A középkorban saját plébániatemploma volt, katolikus lakossággal, akik a reformáció idején felvették a református vallást és a 20. század elejéig a falu református filia volt.
A trianoni békeszerződésig Hunyad vármegye Hátszegi járásához tartozott.

## Lakossága
1910-ben 223 lakosa volt, ebből 170 román, 48 magyar, 4 szlovák és 1 német nemzetiségűnek vallotta magát.
2002-ben 281 lakosából 278 román és 3 magyar volt.